# ماریو ماتزونی
ماریو ماتزونی (انگلیسی: Mario Mazzoni; ۲۹ مارس ۱۹۳۱ – ۱۷ مه ۲۰۱۹) بازیکن فوتبال اهل ایتالیا بود.
از باشگاه‌هایی که در آن بازی کرده‌است می‌توان به باشگاه فوتبال آسکولی، باشگاه فوتبال فیورنتینا، باشگاه فوتبال باری، باشگاه فوتبال روبور سیه‌نا، و باشگاه فوتبال امپولی اشاره کرد.